# Juan Fabila Mendoza
Juan Fabila Mendoza, född 5 juni 1944 i Mexico City, är en mexikansk före detta boxare.
Mendoza blev olympisk bronsmedaljör i bantamvikt i boxning vid sommarspelen 1964 i Tokyo.